# 中央军委装备发展部合同监管局
中央军委装备发展部合同监管局，位于北京市，是中央军委装备发展部下属局，负责该部合同监管工作。

## 沿革
在深化国防和军队改革中，2016年1月撤销中国人民解放军总装备部，组建中央军委装备发展部。中央军委装备发展部新设中央军委装备发展部合同监管局。曾任中国人民解放军总装备部综合计划部预研局局长的曾佑铭出任中央军委装备发展部合同监管局第一任局长。

## 历任领导
| 中央军委装备发展部合同监管局局长 1. 曾佑铭 少将（2016年—） | 中央军委装备发展部合同监管局副局长 - 王宁钧 大校（2016年—） |